# Leonhard Froese
Leonhard Froese (* 9. Februar 1924 in der Kolonie Chortitza, später zu Saporischschja, Ukrainische SSR; † 9. Dezember 1994 in Marburg) war ein deutscher Erziehungswissenschaftler. Er war ab 1961 ordentlicher Professor und Leiter der Forschungsstelle für vergleichende Erziehungswissenschaft an der Universität Marburg.

## Leben und Wirken
Leonhard Froese, Sohn von Elisabeth Froese, geborene Unger, und des Ingenieurs und späteren Betriebsleiters Peter Froese, wurde in Einlage, einem Dorf der russlandmennonitischen Kolonie Chortitza geboren und war evangelisch-mennonitisch. Er studierte ab 1941 an der Universität Breslau, ab 1946 an der Universität Göttingen, wo er mit der Dissertation Das pädagogische Kultursystem der mennonitischen Siedlungsgruppe in Russland bei Herman Nohl im Dezember 1949 auch zum Dr. phil. promoviert wurde, und ab 1949 an der Universität Basel. Von 1950 bis 1955 war er Assistent am Erziehungswissenschaftlichen Seminar der Universität Hamburg, von 1955 bis 1956 dort Dozent für Politische Bildung am Pädagogischen Institut. Von 1956 bis 1957 war Froese als Gastdozent am Osteuropa-Institut der FU Berlin tätig. Im Jahr 1957 habilitierte er sich an der FU Berlin. Anschließend wirkte er von 1958 bis 1959 als Privatdozent an der Universität Hamburg und von 1959 bis 1960 als außerordentlicher Professor der Universität Münster. Er leitete an der Philipps-Universität Marburg, wo er 1961 Lehrstuhlinhaber wurde, das Fachgebiet Erziehungswissenschaft mit den Schwerpunkten Vergleichende Erziehungswissenschaft, Historische Pädagogik und Bildungspolitik. Im Studienjahr 1969/70 war er Rektor der Marburger Universität.
Er war Gründer und Leiter der Forschungsstelle für Vergleichende Erziehungswissenschaft. Ab 1968 war er Präsident der Deutschen Pestalozzi-Gesellschaft. Politisch engagierte Froese sich in der FDP, für die er bei der Bundestagswahl 1969 erfolglos im Wahlkreis Marburg und auf der hessischen Landesliste kandidierte. 1971 wurde er Mitglied der Enquête-Kommission für Auswärtige Kulturpolitik des Bundestages.
Leonhard Froese heiratete 1975 Renate Apel, hatte vier Kinder (Eva-Maria, Ulrike, Frank und Cordula) und lebte in Ebsdorfergrund bei Marburg.

## Veröffentlichungen (Auswahl)
- Deutsche Schulgesetzgebung. 1952; 2. Auflage 1968.
- Ideengeschichtliche Triebkräfte der russischen und sowjetischen Pädagogik. 2. Auflage. 1963.
- als Hrsg.: Der Bildungswettstreit zwischen West und Ost. 1961.
- Erziehung und Bildung. 2. Auflage. 1967.
- als Hrsg.: Aktuelle Bildungskritik und -reform in den USA. 1968.
- als Hrsg.: Was soll aus Deutschland werden? Neue Aspekte zur Deutschlandpolitik, 1968.
- als Hrsg.: Bildungspolitik und -reform. 1969
- Zur Diskussion: Der politische Pestalozzi. 1971.
- als Hrsg.: Zehn Gebote für Erwachsene. Texte für den Umngang mit Kindern. 1979.